# أتسوغة دغيلية
أتسوغة دغيلية[بحاجة لمصدر] (الاسم العلمي: Tsuga dumosa) هي نوع من النباتات يتبع جنس الأتسوغة من فصيلة الصنوبرية.